# Saprinus aeneolus
Saprinus aeneolus är en skalbaggsart som beskrevs av Sylvain Auguste de Marseul 1870. Saprinus aeneolus ingår i släktet Saprinus och familjen stumpbaggar. Inga underarter finns listade i Catalogue of Life.